# Nicole Koch
Nicole Koch (* 19. Januar 1972) ist eine ehemalige deutsche Fußballspielerin. Sie spielte zwischen 1992 und 2000 als Torhüterin in der Frauen-Bundesliga.
Koch war Stammtorhüterin beim TSV Battenberg, der von 1992 bis 1994 in der Bundesliga-Süd spielte, nach zwei Jahren aber als Tabellenletzter abstieg. In der Saison 1995/96 spielte sie beim SC 07 Bad Neuenahr erneut in der Bundesliga-Süd, stieg aber wiederum als Tabellenletzte ab. Zu weiteren Einsätzen in der Bundesliga kam sie zwischen 1997 und 2000 für die SG Praunheim bzw. den 1. FFC Frankfurt. Zwar konnte sie sich nicht dauerhaft in der ersten Mannschaft etablieren, war aber durch ihre Einwechslung in der 75. Minute für Marleen Wissink im letzten Saisonspiel gegen den FCR Duisburg am 23. Mai 1999 am Gewinn der ersten Deutschen Meisterschaft für den 1. FFC Frankfurt beteiligt.